# Mazurca ranchera
La mazurca ranchera, mazurca uruguaya, o simplemente ranchera, es una forma musical y danza folclórica de Uruguay. Surge a mediados del siglo XIX como una versión acriollada de la mazurca original polaca.
A partir de la década de 1930, se le empezó a conocer como ranchera, adquirió este nombre a modo comercial dentro de los bailes de salón de Montevideo y el Litoral Argentino así también como en otras ciudades de la zona del Río de la Plata.
Se caracteriza por la incorporación del acordeón diatónico y un patrón rítmico acelerado.